# Pentagonia williamsii
Pentagonia williamsii är en måreväxtart som beskrevs av Paul Carpenter Standley. Pentagonia williamsii ingår i släktet Pentagonia och familjen måreväxter. Inga underarter finns listade i Catalogue of Life.